# ريكاردو فرانكو
ريكاردو فرانكو (بالإسبانية: Ricardo Franco)‏ (و. 1949 – 1998 م) هو كاتب سيناريو، وممثل، ومخرج سينمائي، من إسبانيا، ولد في مدريد، توفي في مدريد، عن عمر يناهز 49 عاماً بسبب نوبة قلبية.

## وصلات خارجية
- ريكاردو فرانكو على موقع IMDb (الإنجليزية)
- ريكاردو فرانكو على موقع ألو سيني (الفرنسية)
- ريكاردو فرانكو على موقع تيرنر كلاسيك موفيز (الإنجليزية)
- ريكاردو فرانكو على موقع أول موفي (الإنجليزية)
- ريكاردو فرانكو على موقع قاعدة بيانات الأفلام السويدية (السويدية)
- ريكاردو فرانكو على موقع ديسكوغز (الإنجليزية)
- ريكاردو فرانكو على موقع قاعدة بيانات الفيلم (الإنجليزية)
- ريكاردو فرانكو على موقع كينوبويسك (الروسية)